# Stazione di Ponte di Brenta
La stazione di Ponte di Brenta era una fermata della ferrovia Milano-Venezia posta nell'omonima località della periferia est di Padova, tra le stazioni di Padova e di Busa di Vigonza (quando la stazione era ancora attiva era la stazione di Vigonza-Pianiga).

## Storia
Già stazione, venne trasformata in fermata impresenziata il 14 giugno 2006.
L'impianto è stato soppresso il 13 dicembre 2015 ed è stato sostituito dalla fermata di Busa di Vigonza, subito al di là del ponte sul Brenta nell'ambito del progetto SFMR.

## Strutture e impianti
L'impianto comprendeva i soli due binari di corsa affiancati ciascuno da un marciapiede; non era accessibile ai portatori di handicap; era presente il fabbricato viaggiatori destinato in parte ad usi esterni alla ferrovia. Un tempo tale impianto era una vera e propria stazione dotata di comunicazioni tra i binari di corsa, di due binari di precedenza e di un tronchino per il movimento merci, soppressi da numerosi anni. A nord della fermata ed all'esterno di essa transita la nuova linea AV/AC Padova - Venezia Mestre. Vi fermavano solo treni regionali.
Il gestore era RFI SpA.

## Servizi
La fermata, che RFI classificava nella categoria bronze, disponeva di:
- Sala d'attesa